# Jeugdambassadeur
Een jeugdambassadeur is een jonge vertegenwoordiger, tussenpersoon en/of bewaker van of voor het doel waarvoor hij of zij werkt.
Jeugdambassadeurs worden ingezet om participatie te bevorderen, goodwill te vergroten of kennis te verspreiden. Organisaties die gebruik van ze maken, zijn bijvoorbeeld gericht op goede doelen, vooral ten behoeve van kinderen en jeugd, of intergouvernementeel, zoals voor de Caricom, de Verenigde Naties ter ondersteuning van de millenniumdoelstellingen, voor UNICEF en andere organisaties.